# Катілл
Катілл (Катіл) — ім'я двох героїв італійської міфології, батька і сина, з якими пов'язують заснування латинського міста Тибура (нині Тіволі).

## У поезії
В «Енеїді» Кор та Катілл-молодший названі близнюками, братами Тібуртія, які брали участь у війні на боці Турна. У бою Катілл вбиває троянців Іолая та Гермінія.
Горацій згадує «стіни Катілла» поруч із «гаями Тибура» і згадує, що Тибур був заснований «аргоським громадянином». Катілла називають також Сілій Італік та Стацій.

## У міфографів
Катон називав Катілла аркадянином, начальником флоту Евандра.
За іншою версією Секстія, Катілл - син аргоського віщуна Амфіарая, якого після загибелі батька дід Екл відсилав з батьківщини у виконання ритуалу "священної весни", і у якого в Італії народжувалося три сини: Тібурт, Кор і Катіл-молодший. Вони виганяли сиканів і давали зайнятому місту назву Тибур на ім'я старшого брата.
Пліній Старший зазначає, що на місці міста Тибур, заснованого сином Амфіараю Тибурном, ще раніше росли три кам'яні дуби. За розповіддю Сервія, в Італію прибували три брати Катілл, Кор і Тибур (або Тібурн), батька яких він не називає, і засновували місто (з першим пов'язана назва гори Кателл або Катілл).
Діонісій Галікарнаський не називає цих міфічних імен, але вважає, що Тибур був заснований аборигінами, а частина міста ще в його час називалася Сікелікон.